# Моряковське сільське поселення
Моряко́вське сільське поселення (рос. Моряковское сельское поселение) — сільське поселення у складі Томського району Томської області Росії.
Адміністративний центр — село Моряковський Затон.
Населення сільського поселення становить 5775 осіб (2019; 6017 у 2010, 5588 у 2002).
Станом на 2002 рік присілок Губино перебував у складі Зоркальцевської сільської ради.

## Склад
До складу сільського поселення входять:
| Населений пункт          | Населення, осіб (2002) | Населення, осіб (2010) |
| ------------------------ | ---------------------- | ---------------------- |
| Губино, присілок         | 475                    | 554                    |
| Козюлино, присілок       | 97                     | 68                     |
| Красноігловськ, присілок | -                      | 0                      |
| Моряковський Затон, село | 4731                   | 5156                   |
| Нагорний Іштан, присілок | 16                     | 18                     |
| Новоігловськ, присілок   | 17                     | 0                      |
| Поздняково, селище       | 14                     | 9                      |
| Половинка, присілок      | 231                    | 211                    |
| Салтанаково, присілок    | 7                      | 1                      |